# Capparis batianoffii
Capparis batianoffii är en kaprisväxtart som beskrevs av Gordon P. Guymer. Capparis batianoffii ingår i släktet Capparis och familjen kaprisväxter. Inga underarter finns listade i Catalogue of Life.